# Neuhütte (Ewersbach)

Ansichtskarte von Neuhütte um 1902

Die Neuhütte bei Straßebersbach bzw. Ewersbach, einem Ortsteil der Gemeinde Dietzhölztal im mittelhessischen Lahn-Dill-Kreis zählte mit zu den ältesten Hüttenwerken in der Lahn-Dill-Region. Sie geht auf eine im Jahre 1449 erbaute Waldschmiede zurück und ist eine der ersten urkundlich erwähnten Eisenhütten im Dietzhölztal.

## Die Anfänge der Neuhütte
Die Neuhütte arbeitete wie alle mittelalterlichen Hütten in der Lahn-Dill-Region im Rennfeuerverfahren und besaß einen Wasserhammer zum Verschmieden der gewonnenen Eisenluppen. Die Hütte war seinerzeit ein sehr profitabler Betrieb, wie aus dem Nachlass der letzten beiden Besitzer von 1499 hervorgeht. Sie hinterließen die für damalige Zeit recht hohe Summe von 200 Gulden. Da sie kinderlos geblieben waren, fiel ihr gesamtes Vermögen einschließlich der Hütte an die Grafen von Nassau-Dillenburg als Landesherren. Das Grafenhaus verkaufte in der Folgezeit Hüttenanteile an einheimische Interessenten, bis sich schließlich die Neuhütte 1515 ganz im Besitz von Erblehen befand. Die Hütte stellte eiserne Gusswaren, aber auch vermutlich Ofenplatten her.

## Der Übergang zum Hochofenbetrieb auf der Neuhütte
Im Jahre 1587 erfolgte auf der Neuhütte als erste im Dillenburger Raum der Übergang von der Rennfeuerverhüttung zum Hochofenbetrieb. Zu seiner Erbauung hatte sich kurz vorher eine Gewerkschaft aus vier Gewerken gebildet, die über die notwendigen finanziellen Mittel verfügten, um diese kostspielige Investition vornehmen zu können. Ein größeres Hüttenwerk mit Hochofen und einem Frischfeuer kostete fast 4.000 Gulden, d. h. fast fünfmal so viel wie eine Waldschmiede. Die neugegründete Gewerkschaft bestand aus dem ehemaligen Waldschmied auf der Neuhütte Hans Wolff, zwei Waldschmieden von der Hütte zu Straßebersbach und dem erfahrenen Hüttenmeister Peter Sorge von Kraftsolms, der auch an den Hütten von Geroldstein im Wispertale, von Ebersbach in der Grafschaft Nassau-Dillenburg, von Emmershausen im Weiltal und von Kraftsolms sowie an Bergwerken beteiligt war. Als technischen Leiter gewann die Gewerkschaft 1586 den Gießereimeister Hans Caspar († 1634) aus Laubach, einem aus Lüttich stammenden Wallonen, der später auf den Hütten zu Wetterfeld und zu Ruppertsburg in Oberhessen tätig war.
Die Neuhütte wurde zum Vorbild für die anderen Waldschmieden im Dill-Dietz-Revier, da in den nächsten fünfundzwanzig Jahren sämtliche Hütten ihre Eisengewinnung vom direkten Rennfeuer- auf das indirekte Hochofenverfahren umstellten. Die nächste grundlegende technische Neuerung erfolgte 1613, als die Neuhütte einen Frischhammer zur Weiterverarbeitung des gewonnenen Eisens in Betrieb nahm.
Die Neuhütte erlangte während des Dreißigjährigen Krieges eine besondere Bedeutung. Graf Johann der Älteren von Nassau-Dillenburg beauftragte 1618 dem von der Hütte in Aßlar überstellten Gießmeister und Geschützgießer Johann Hüttenhenn (1590–1635) mit dem Gießen von Geschützrohren. Des Weiteren wurden für den weiteren Bedarf Brunnenrohre hergestellt.

## Die Neuhütte in landesherrschaftlicher Regie
Die Neuhütte überstand die Wirren des Dreißigjährigen Krieges relativ unbeschadet. Die Nassau-Oranische Landesregierung kaufte sie schließlich im Jahre 1700 für 5.666 Reichstaler von den Privatbesitzern wieder zurück und ließ sie nun für über hundert Jahre durch landesherrschaftliche Beamte führen. Die Neuhütte war in den 1770er Jahren veraltet und baufällig, sodass sie unter der Leitung des ersten für die gesamten dominalen Hütten- und Hammerwerke im Steinbrücker Revier zuständigen Verwalters Johann Jost Wickel von Grund auf erneuert wurde. Sie erhielt einen neuen Hochofen aus Mauerstein, der mit einem leistungsfähigen Gebläse ausgestattet wurde, einen neuen Kohlenschuppen sowie weitere notwendige Betriebsgebäude.
Die Hütte stand in Nachfolge von Wickel seit September 1786 unter der Aufsicht des aus Müsen im Siegerland stammenden erfahrenen Hüttenfachmannes Johann Heinrich Jung (1761–1832), der die technischen Anlagen der Hütte weiter verbesserte. Sein jüngerer Bruder Johann Jakob Jung wurde 1808 sein Nachfolger als Hütteninspektor für das Steinbrücker Revier und führte die Arbeiten auf der Neuhütte fort. Die Neuhütte erhielt unter seiner Leitung 1814 einen neuen technisch verbesserten Hochofenschacht, der auf die besondere Zusammensetzung der Lahn-Dill-Erzvorkommen ausgerichtet war.

## Die Verpachtung der Neuhütte
Nach den Napoleonischen Kriegen verfolgte die nassauische Regierung eine liberale Wirtschaftspolitik und gab die Eigenregie der landesherrschaftlichen Hütten und Gruben auf. Die Neuhütte und die Eibelshäuser Hütte gingen 1816 an ein Konsortium unter der Führung von Johannes Nassauer und dem landesherrschaftlichen Hüttenverwalter Johann Jakob Jung pachtweise über. Johann Jakob Jung übernahm die Leitung der Eibelshäuser Hütte und baute sie zum Mittelpunkt eines überaus profitablen Betriebes aus.
Die Neuhütte ging hingegen an Johannes Nassauer und den weiteren Gewerken des Konsortiums, die allerdings keine erfahrenen Hüttenleute waren, sodass sie den Hüttenbetrieb bereits 1822 aufgrund ungünstiger Produktionsergebnisse wieder einstellen mussten. Die herzogliche Regierung schrieb die Hütte erneut zur Verpachtung aus. Auch die neuen Betreiber – Wilhelm Christian Speck und Carl Groos – mussten 1845 den Pachtvertrag hoch verschuldet vorzeitig beenden. Die Hütte wurde abermalig zur Verpachtung ausgeschrieben und, obwohl Johann Jakob Jung bei der Versteigerung von den Dillenburger Behörden den Zuschlag erhielt, lehnte die übergeordnete Herzogliche General-Domänendirektion eine Vergabe an Jung aus bisher nicht bekannten Gründen ab. Die Hütte ging an die Pächter Daniel Stein sen. Sohn. Als nach der Inbesitznahme des Herzogtums Nassau durch das Königreich Preußen 1866 der neue Landesherr die dominalen Hütten endgültig verkaufte, erwarb im selben Jahr die offene Handelsgesellschaft Wilhelm Hennes & Co. zu Bensberg die Neuhütte.

## Die Neuhütte und die Familie Jung

Villa Jung in Neuhütte um 1914. Das mittlere Hauptgebäude wurde 1887 errichtet, der rechte Seitenflügel entstand 1902 und der Linke 1910.

Die Familie Jung gab aber nach der gescheiterten Übernahme der Neuhütte in den 1840er Jahren ihr Vorhaben nicht auf, diese zu erwerben. Nachdem sie bereits 1876 die nahe bei der Neuhütte gelegene Eibelshäuser Hütte ankaufen konnte, gelang es ihr unter der Führung von Gustav August Jung noch im selben Jahr, auch die Neuhütte von Wilhelm Hennes & Co. für den seinerzeit recht beträchtlichen Kaufpreis von 90.000 Mark zu erstehen. Der hohe Anschaffungswert resultierte daher, dass Wilhelm Hennes & Co. in die Neuhütte erhebliche Investitionen vorgenommen hatte. Diese hatten eine Steinbrechmaschine, die von einer Lokomobile angetrieben wurde, angeschafft und der Hochofen war noch 1875 grundlegend umgebaut und erweitert worden.
Die Neuhütte bezog die notwendigen Eisenerze für den Hochofen von den eigenen Erzgruben. Die Versorgung mit den für die Verhüttung erforderlichen Holzkohlen aus den umliegenden Wäldern wurde zunehmend schwieriger, da die Holzressourcen aufgrund der jahrzehntelangen Nutzung der Wälder immer weiter abnahmen und die Holzkohlenpreise infolgedessen stetig anstiegen. Die Familie Jung begann daher ab 1879 auf der Neuhütte die ersten Versuche mit koksbetriebenen Kupolöfen. Die Neuhütte gab schließlich den Hochofenbetrieb auf Holzkohlenbasis 1886 auf und stellte den Betrieb ganz auf Kupolöfen um. Die seit dem ausgehenden Mittelalter währende Eisenverhüttung auf der Neuhütte ging mit der Stilllegung des Hochofens zu Ende.
Die Neuhütte war ein bedeutsamer Standort innerhalb des 1883 gegründeten Hessen-Nassauischen Hüttenvereins der Familie Jung. Im Jahre 1898 errichtete die sie ein Emaillierwerk. Der HNHV ließ auf der Neuhütte neben Öfen und Herden auch Bau- und Kundenguss herstellen. Nach der Inbetriebnahme der Kupolöfen kamen Kesselöfen und Badewannen hinzu und seit 1908 stellte die Neuhütte auch Heizkessel für Zentralheizungsanlagen her. Das Produktionsspektrum war neben der ebenfalls zum HNHV gehörenden Ludwigshütte das umfangreichste. Es umfasste in den 1920er Jahren schließlich neben der Badewannenherstellung den Lohn- und Maschinenguss, gusseiserne Dach- und Stallfenster, Gusskesselöfen, Fleischermulden und Pferdetröge, Blechherde und Stahlblechkesselöfen sowie Zentralheizungskessel.
Als der HNHV Ende der 1920er Jahre zunehmend in finanzielle Schwierigkeiten geriet und die Familie Jung 1933 eine Interessengemeinschaft mit dem Buderus-Konzern eingehen musste, war davon auch die Neuhütte betroffen. Sie ging schließlich mit den anderen Standorten des HNHV im September 1935 ganz auf den Buderus-Konzern über. Der HNHV hörte am 1. Dezember 1935 mit der Löschung im Handelsregister auf zu bestehen und die Neuhütte war nun integraler Bestandteil des Buderus-Konzerns.

## Die Neuhütte heute
Die Neuhütte blieb auch im Rahmen des Buderus-Konzerns ein wichtiger Produktionsstandort bis Anfang der 1950er Jahre. Mit der Gründung der Firma Omnical GmbH 1953 als Tochtergesellschaft der Firma Buderus konzentrierte sich die Neuhütte auf die Entwicklung und Herstellung von innovativen und qualitativ hochwertigen Industriekesselanlagen. Im Jahre 1986 veräußerte Buderus die Neuhütte mit der dort ansässigen Tochtergesellschaft Omnical an die Firma Babcock-Borsig AG, die 2002 Insolvenz anmeldete. Die Firma Omnical ging schließlich 2003 an die dänische Kesselbaufirma Danstoker A/S über, die im November 2010 von der indisch-britischen Thermax Ltd. übernommen wurde. Anfang 2015 kam es letztendlich zur endgültigen Stilllegung der Omnical bzw. der Neuhütte mit zuletzt 95 Mitarbeitern.
Im Jahre 2016 übernahm die Friedhelm Loh Group das Areal, um dort ein neues Werk für die 1961 im benachbarten Rittershausen gegründete Tochterfirma Rittal zu errichten. Rittal ist ein weltweit führender Systemanbieter für Schaltschränke, Stromverteilung, Klimatisierung, IT-Infrastruktur sowie Software & Service. In dem neuen Werk werden unter anderem IT-Container für modulare Rechenzentren sowie Schaltschranksysteme aus Edelstahl gefertigt. Mit der neuen Produktion kamen rund 140 neue Arbeitsplätze nach Ewersbach.
Die ehemaligen Gebäude der Firma Omnical wurden entweder saniert oder teilweise abgetragen, um Platz für einen Hallenneubau zu schaffen. Im März 2019 waren die Bauarbeiten abgeschlossen und mit dem schrittweisen Aufbau der Produktion konnte begonnen werden. In der großen historischen Industriehalle wurde 2023 das Nationale Automuseum – The Loh Collection eröffnet.
Die zur Hütte führenden Gleise der ehemaligen Dietzhölztalbahn sind noch teilweise sichtbar. Der alte Bahnhof und ein kleiner alter Lokschuppen liegen neben dem heutigen Werksgelände und sind das letzte Zeugnis dieses bedeutsamen Produktionsstandortes der Eisengewinnung und -verarbeitung in der Lahn-Dill-Region.
Das ehemalige Wohnhaus des Direktors der Neuhütte, die sogenannte Jung’sche Villa, liegt leicht erhöht auf der anderen Seite der Hauptstraße gegenüber dem ehemaligen Betriebsgelände. Diese spätklassizistische von einem Park umgebene Villa ist heute aufgrund ihrer geschichtlichen und architektonischen Bedeutung als Kulturdenkmal ausgewiesen und steht seit 1986 unter Denkmalschutz.